# Криза у шест сцена
Криза у шест сцена (енгл. Crisis in Six Scenes) америчка је мини-серија коју је створио Вуди Ален за Amazon Prime Video. Ален је написао и режирао свих шест полусатних епизода. Приказана је 30. септембра 2016. године.
Добила је углавном негативне рецензије критичара. Сам Ален је осудио серију, назвавши је „космичком срамотом” и изјавио да ће се завршити након једне сезоне.

## Улоге
| Глумац            | Улога   |
| ----------------- | ------- |
| Вуди Ален         | Сидни   |
| Мајли Сајрус      | Лени    |
| Елејн Меј         | Кеј     |
| Рејчел Брознахан  | Ели     |
| Џон Магаро        | Ален    |
| Беки Ен Бејкер    | Ли      |
| Џој Бехар         | Ен      |
| Луис Блек         | Ал      |
| Макс Касела       | Доминик |
| Кристина Еберсоле | Ив      |
| Гад Елмале        | Мо      |
| Дејвид Харбор     | Вик     |
| Маргарет Лад      | Гејл    |
| Мајкл Рапапорт    | Мајк    |
| Ребека Шул        | Роуз    |

## Епизоде
| Бр. еп. | Наслов      | Редитељ   | Сценариста | Премијера           |
| ------- | ----------- | --------- | ---------- | ------------------- |
| 1       | Епизода 1.1 | Вуди Ален | Вуди Ален  | 30. септембар 2016. |
| 2       | Епизода 1.2 | Вуди Ален | Вуди Ален  | 30. септембар 2016. |
| 3       | Епизода 1.3 | Вуди Ален | Вуди Ален  | 30. септембар 2016. |
| 4       | Епизода 1.4 | Вуди Ален | Вуди Ален  | 30. септембар 2016. |
| 5       | Епизода 1.5 | Вуди Ален | Вуди Ален  | 30. септембар 2016. |
| 6       | Епизода 1.6 | Вуди Ален | Вуди Ален  | 30. септембар 2016. |